# Mary Pickford
Mary Pickford, pseudonimo di Gladys Marie Smith (Toronto, 8 aprile 1892 – Santa Monica, 29 maggio 1979), è stata un'attrice e produttrice cinematografica canadese con cittadinanza statunitense.
Cofondatrice dello studio cinematografico United Artists e uno dei trentasei fondatori dell'Academy of Motion Picture Arts and Sciences, conosciuta come "Fidanzatina d'America", "Piccola Mary" e "La ragazza con i riccioli", fu una dei pionieri canadesi degli esordi di Hollywood e un personaggio significativo nell'evoluzione del cinema.
Poiché la sua fama internazionale fu determinata dalle immagini in movimento, Mary fu una figura decisiva nella storia delle celebrità moderne e le sue richieste contrattuali furono determinanti nella struttura dell'industria hollywoodiana, essendo una delle più importanti attrici e produttrici del cinema muto. Tenendo conto del suo contributo al cinema americano, l'American Film Institute proclamò Mary Pickford ventiquattresima nella classifica delle più grandi star della storia del cinema.

## Biografia
Mary Pickford nacque come Gladys Marie Smith a Toronto, nell'Ontario. Suo padre, John Charles Smith, figlio di immigrati metodisti inglesi, svolse diversi impieghi saltuari per mantenere la famiglia. Sua madre, Charlotte Hennessey, discendeva da una famiglia irlandese e cattolica. Anche i suoi due fratelli minori, Jack e Lottie, desideravano diventare attori. Per compiacere i parenti, sua madre la fece battezzare sia in una chiesa metodista e sia in una cattolica. La Pickford affermò che il suo secondo nome fu modificato in Marie in occasione del suo battesimo. Il padre alcolizzato abbandonò la famiglia nel 1895 e morì tre anni dopo a causa di un'emorragia cerebrale.
La madre, dopo la separazione lavorò come sarta, e come affittacamere. Grazie ad un inquilino, Mary, che allora aveva sette anni, ottenne due piccoli ruoli, uno di bambino e uno di bambina al Princess Theatre di Toronto nello spettacolo The Silver King. Successivamente recitò in diversi melodrammi con la Valentine Company di Toronto, interpretando finalmente il ruolo principale nella versione de The Silver King, coronando la sua breve carriera con la parte di Little Eva nella produzione de Uncle Tom's Cabin (La capanna dello zio Tom), lo spettacolo più famoso del diciannovesimo secolo.

### Esordi

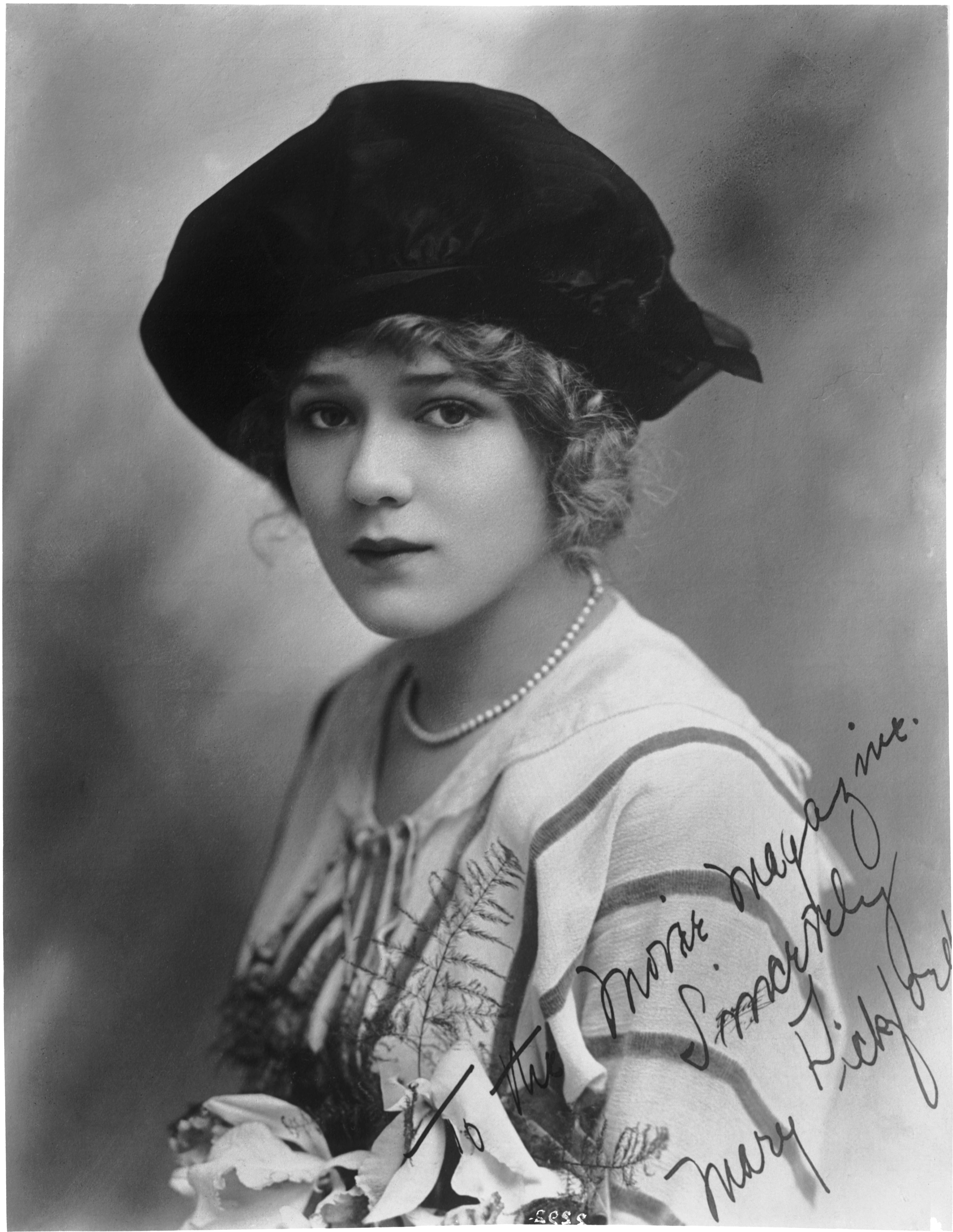
Mary Pickford, 1914-1915

A partire dai primi anni del Novecento, recitare era diventato un affare di famiglia. La Pickford, sua madre e i suoi due fratelli più piccoli, viaggiarono per gli Stati Uniti in treno con compagnie e spettacoli di terz'ordine. Dopo sei anni di povertà, Mary Pickford si concesse un'ultima estate per ottenere un ruolo da protagonista a Broadway, giurando che se avesse fallito si sarebbe ritirata dal mondo del teatro. Nel 1906, Mary, Lottie e Jack fecero da spalla a Chauncey Olcott, celebre cantante irlandese-americana, nello spettacolo Edmund Burke a Broadway. Infine, Mary interpretò nel 1907 un ruolo da non-protagonista nello spettacolo The Warrens of Virginia a Broadway, scritto da William C. deMille, il cui fratello, l'allora sconosciuto Cecil B. DeMille, faceva parte del cast.
Il produttore David Belasco convinse Gladys Smith a entrare nel mondo dello spettacolo chiedendole però di cambiare il nome. La giovane attrice prese così lo pseudonimo di Mary Pickford. Alla fine delle repliche a Broadway e concluso il tour dello spettacolo, la Pickford si ritrovò ancora senza lavoro. Il 19 aprile 1909, David W. Griffith, che dirigeva la Biograph Company, le fece un provino negli studios di New York per una parte nel film di terz'ordine Pippa Passes. Il ruolo principale fu assegnato a Gertrude Robinson e Mary ebbe nel film solo una particina da figurante, ma Griffith rimase comunque colpito dalla Pickford, la quale comprese subito che recitare nel mondo del cinema era più semplice che recitare ogni giorno su un palcoscenico.

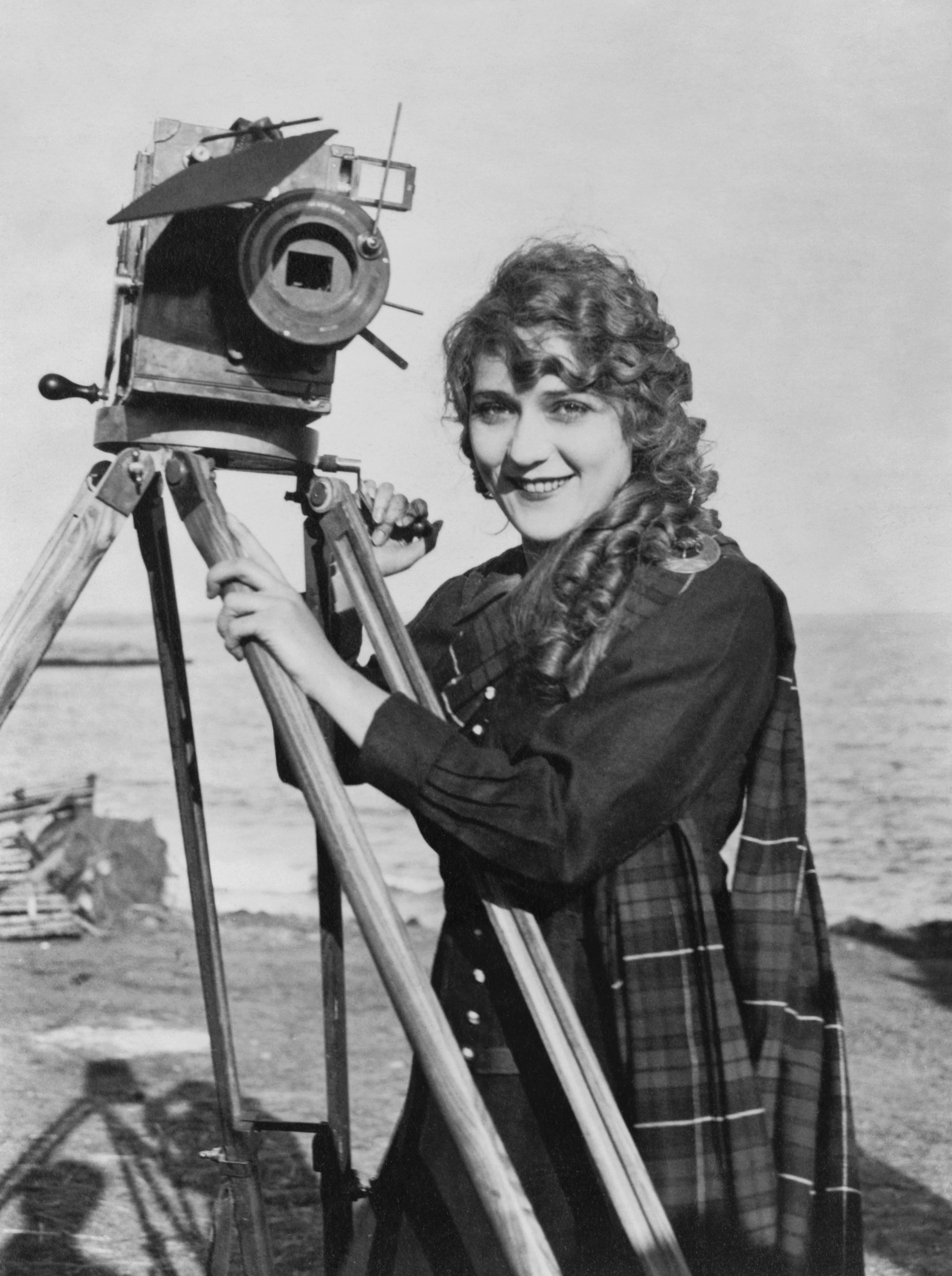
Mary Pickford, 1916

La maggior parte degli attori della Biograph guadagnava cinque dollari al giorno, ma, dopo un solo giorno passato negli studios, Griffith decise di pagare la Pickford dieci dollari al giorno previa una garanzia di guadagno di quaranta dollari a settimana. L'attrice, come i suoi colleghi alla Biograph, interpretò sia piccole parti sia ruoli principali, ricoprendo la parte della madre, dell'ingenua, della donna abbandonata, della bisbetica, della schiava, dell'indiana e della prostituta. Così Mary Pickford parla del suo successo alla Biograph: "Ho interpretato donne delle pulizie, segretarie e donne di tutte le nazionalità... mi resi conto che se io avessi preso parte a più film la mia fama sarebbe di gran lunga aumentata, e sarei stata richiesta maggiormente." Il pubblico riconobbe la Pickford poche settimane dopo la sua apparizione cinematografica. I gestori del cinema sfruttarono la sua popolarità pubblicizzando attraverso uomini sandwich i film, dichiarando che avevano come interprete "La ragazza riccioli d'oro", "Blondilocks" e "La ragazza della Biograph".
La Pickford lasciò la Biograph nel dicembre 1910 e passò l'anno successivo recitando come protagonista in alcuni film dell'Independent Moving Pictures Company (IMP) di Carl Laemmle. La IMP e la Majestic furono inglobate nella Universal Pictures nel 1912. Poiché non era d'accordo con le loro scelte creative, tornò a lavorare con Griffith quello stesso anno. Alcune delle sue migliori performance furono film come Friends, The Mender of Nets, Just like a Woman e poi Natura di donna. In quell'anno l'attrice presentò Dorothy e Lillian Gish (amiche entrambe conosciute durante i giorni del tour teatrale) a Griffith. Entrambe diventarono importanti star del cinema muto, rispettivamente nelle commedie e nelle tragedie. Mary Pickford fece il suo ultimo film per la Biograph, Il cappello di Parigi, alla fine del 1912 e ritornò a recitare a Broadway nello spettacolo di David Belasco A Good Little David. Questa esperienza fu il punto di svolta della sua carriera. La Pickford, che sempre aveva sperato di conquistare il palco di Broadway, scoprì quanto profondamente le mancava recitare nei film.
Nel 1913 Mary decise di recitare esclusivamente nei film. Nel 1912 Adolph Zukor aveva infatti formato la Famous Players in Famous Plays che più tardi diventerà la Famous Players-Lasky Corporation e successivamente la Paramount Pictures, una delle più importanti società cinematografiche americane. La Pickford lasciò il palcoscenico e divenne una delle stelle di Zukor. Zukor credeva che le potenzialità di un film consistessero nel filmare gli attori teatrali in repliche dei loro ruoli e produzioni più importanti e famosi. Inizialmente riprese la Pickford in una versione muta di A Good Little Devil. Il film, prodotto nel 1913, mostrava gli attori della commedia di Broadway mentre recitavano ogni riga dei dialoghi e il risultato fu un film statico che Mary in seguito definì "uno dei peggiori film che abbia mai fatto... è stato orribile". Zukor si trovò d'accordo, infatti ritirò il film dalla distribuzione per un anno. Il lavoro dell'attrice scritto per la cinepresa all'epoca aveva già attirato un forte seguito. Commedie-tragedie come The Bishop's Carriage (1913), Caprice (1913) e specialmente Hearts Adrift (1914) la fecero diventare irresistibile agli occhi degli spettatori.

### L'apice del successo

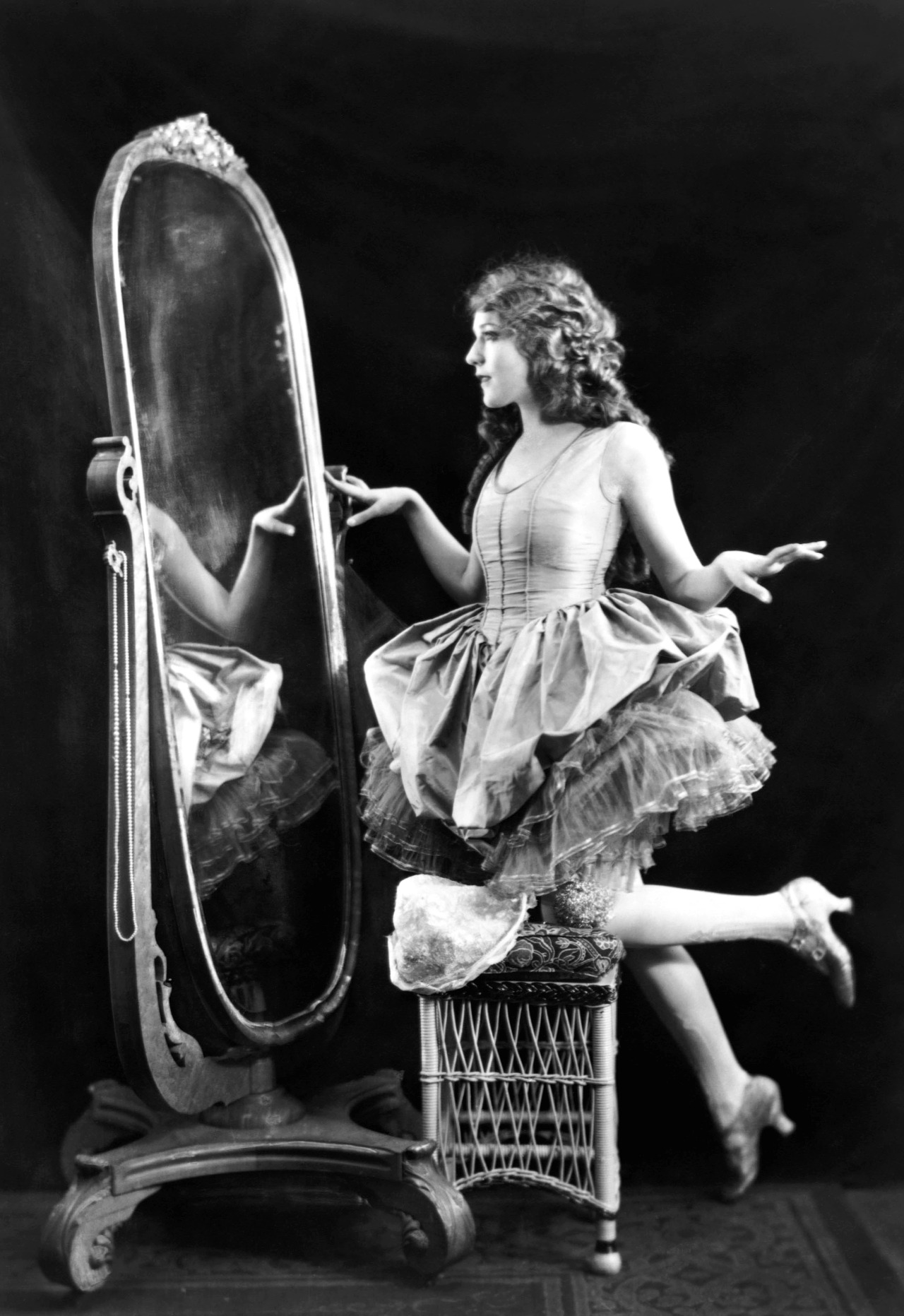
Mary Pickford, 1920

Mary Pickford, nel corso della sua carriera, interpretò 52 personaggi. Nel 1916 firmò un nuovo contratto con Adolph Zukor, che le garantiva pieni poteri sulla produzione dei film in cui recitava come protagonista e uno stipendio da record di 500 dollari a settimana. A volte interpretò il ruolo della bambina in film come, Una povera bimba molto ricca (1917), Rebecca of Sunnybrook Farm (1917), Papà Gambalunga (1919) e Il segreto della felicità (1920). I suoi fan amavano questi ruoli infantili, anche se non furono i più significativi della sua carriera. Nell'agosto 1918, quando il suo contratto si concluse e rifiutò i termini per il rinnovo del contratto con Adolph Zukor le offrirono 250.000 dollari per lasciare il mondo cinematografico. Solo la First National accettò le sue condizioni.
Nel 1919, la Pickford – insieme a David Wark Griffith, Charlie Chaplin e Douglas Fairbanks – formò la United Artists, una compagnia cinematografica indipendente, attraverso la quale continuò a produrre e recitare nei suoi film, potendo anche curarne la distribuzione. Nel 1920 il suo film Il segreto della felicità incassò circa 1.000.000 di dollari. L'anno dopo anche il suo film Little Lord Fauntleroy ebbe un grande successo e nel 1924, Rosita incassò oltre 1.000.000 di dollari. In questo periodo, interpretò anche Passerotti (1926), che mescolava lo stile dickensiano con quello espressionista tedesco, recentemente coniato, e la commedia romantica My Best Girl (1927).

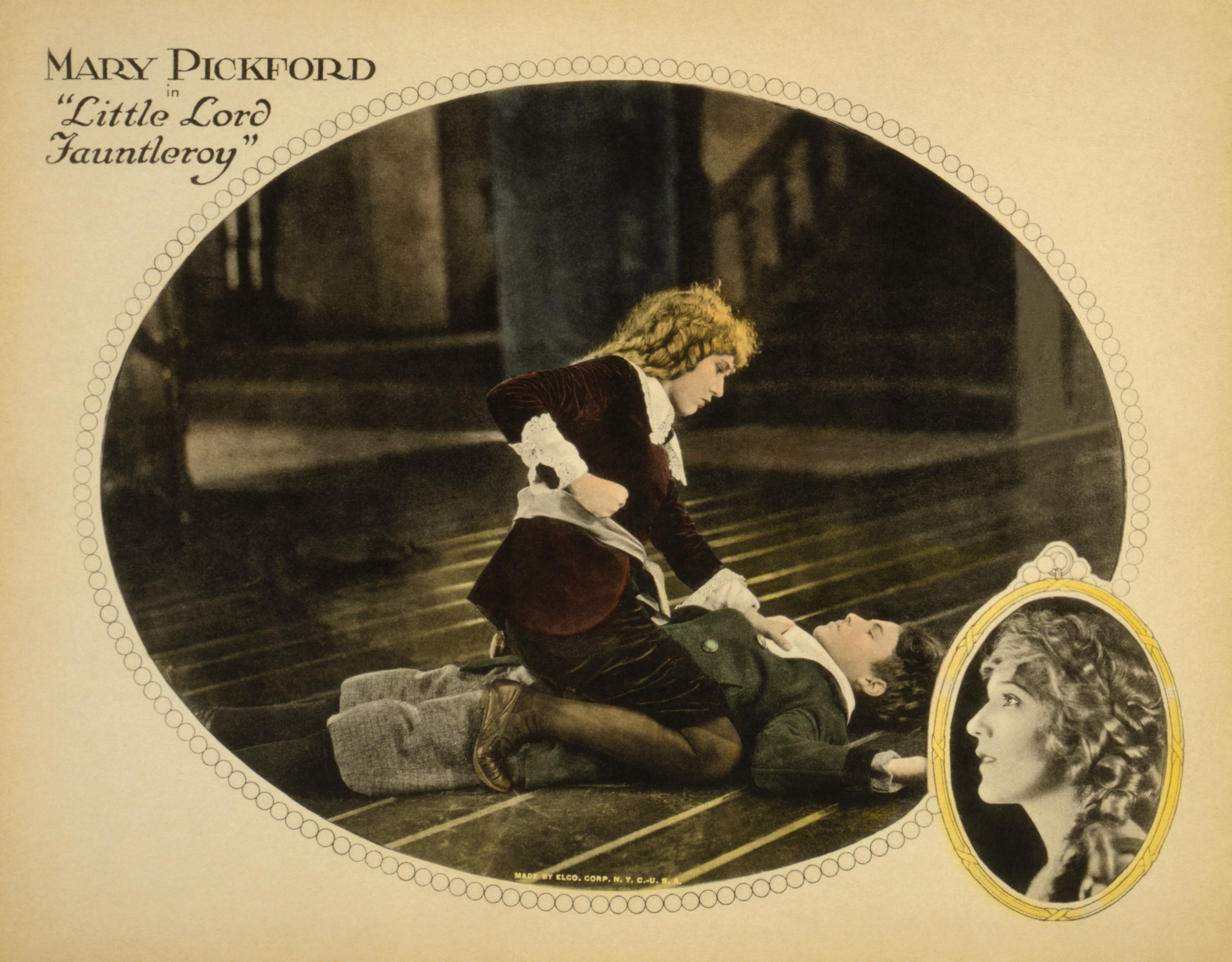
Una lobby card per il film Little Lord Fauntleroy (1921)

L'avvento del sonoro fu per lei una rovina. La Pickford sottovalutò l'inserimento del suono nei film, affermando che “aggiungere il suono ai film sarebbe stato come mettere il rossetto alla Venere di Milo”. Recitò in Coquette (1929) nel ruolo della sprezzante mondana nel quale non sfoggiava più i suoi famosi boccoli, ma un caschetto anni venti. Nel 1928, a causa della morte della madre, si tagliò i capelli. I fan furono scioccati dalla trasformazione. I suoi capelli erano diventati un simbolo di castità, e il nuovo taglio finì in prima pagina su diversi giornali, tra i quali il New York Times. Coquette fu un successo e le fece vincere l'Academy Award come migliore attrice, anche se il pubblico non gradì di vederla in ruoli più sofisticati.
Come la maggior parte degli attori del cinema muto, la sua carriera si affievolì con l'affermarsi del cinema parlato. Il film successivo, La bisbetica domata (1929), girato con il marito Douglas Fairbanks, non ebbe un buon riscontro al botteghino.
A Hollywood ci fu un'ondata di panico a causa dell'arrivo imminente del parlato. Il 29 marzo 1928, uno show radiofonico venne trasmesso dal cottage della Pickford che diede spazio a Douglas Fairbanks, Charlie Chaplin, Norma Talmadge, Gloria Swanson, John Barrymore, David Wark Griffith e Dolores del Río, e altri, per parlare nel programma The Dodge Brothers Hour e dimostrare che potevano reggere il confronto con i film parlati. Superati i 30 anni, la Pickford non fu più in grado di interpretare ruoli di bambine, adolescenti e giovani donne combattive così amati dai suoi fan; non poteva, inoltre, neanche interpretare il ruolo dell'elegante eroina degli inizi del cinema sonoro. Nel 1933, si sottopose ad un provino sull'uso dello schermo in Technicolor per una versione animata del racconto Alice nel paese delle meraviglie, ma Walt Disney rinunciò al progetto quando la Paramount distribuì il film in live action Alice nel paese delle meraviglie. Rimane oggi solo un fotogramma del provino.
La Pickford si ritirò dalle scene nel 1933. Continuò a produrre film per altri, inclusi Sleep, My Love (Donne e veleni, 1948) con Claudette Colbert e Love Happy (Una notte sui tetti, 1949) con i fratelli Marx.

### L'industria cinematografica

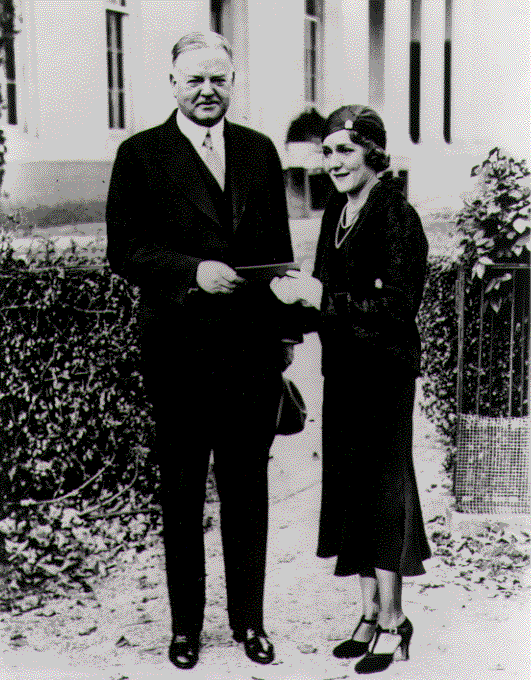
Mary Pickford consegna al Presidente Herbert Hoover un biglietto a favore dei disoccupati del cinema, 1931

Mary Pickford sfruttò la sua fama nell'industria cinematografica per sostenere diverse cause. Durante la prima guerra mondiale, promosse la vendita dei Liberty Bonds, attraverso un'estenuante serie di discorsi per la raccolta di fondi. Insieme a Charles Chaplin, Douglas Fairbanks, Theda Bara e Marie Dressler, promosse la vendita di fondi obbligazionari.
Anche se canadese di nascita, fu un simbolo per gli americani, baciò la bandiera americana davanti alle telecamere, tenne un discorso a Wall Street davanti a 50 000 persone e vendette all'asta uno dei suoi famosi riccioli per 15 000 dollari. In un unico incontro a Chicago vendette buoni del tesoro per un valore complessivo di 5 000 000 di dollari. Fu battezzata Little Sister della marina statunitense, l'esercito diede il suo nome a due cannoni, e la nominò colonnello onorario.
Alla fine della prima guerra mondiale ideò il Motion Picture Relief Fund, un'organizzazione sorta per aiutare attori che si trovavano in difficoltà economiche. I fondi avanzati dalla vendita dei Liberty Bonds furono utilizzati per la creazione di questo progetto, e, nel 1921, la MPRF fu ufficialmente istituita come società con Joseph Schenck come primo presidente e Mary Pickford in qualità di vicepresidente.
Nel 1932, guidò il Payroll Pledge Program, un piano di finanziamento per i lavoratori cinematografici, i quali versavano lo 0,5% dei loro guadagni al MPRF. Il risultato fu che nel 1940 la fondazione fu in grado di acquistare un terreno e di costruire il Motion Picture Country House and Hospital. Oltre alla recitazione, Mary dispiegò la sua influenza per aiutare l'industria del cinema a ristrutturarsi. Quando entrò nel mondo cinematografico, Hollywood credeva che il futuro del cinema fosse nel produrre le commedie di Broadway per un vasto pubblico. La Pickford, che entrò nell'industria cinematografica grazie a due titoli di Broadway, ma non con un seguito molto più numeroso di fans del teatro di varietà, nel giro di pochi mesi divenne l'attrice più famosa del mondo. Sull'onda della sua popolarità, Hollywood ripensò alla sua visione del cinema come teatro preconfezionato e si concentrò invece su attori e copioni che erano specificatamente adatti al cinema e non alle rappresentazioni teatrali.

### Produttrice di se stessa

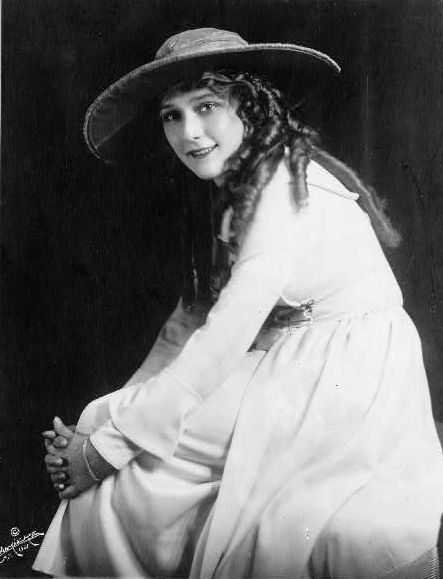
Mary Pickford, 1921

La Pickford, ottima donna d'affari, divenne produttrice di sé stessa nel giro di tre anni : “era in grado di supervisionare ogni aspetto della produzione del film, dall'assunzione dei talenti e della troupe alla stesura del copione, la direzione della regia e il montaggio fino alla distribuzione finale e alla promozione di ogni progetto”. Inizialmente chiese e ricevette questi poteri nel 1916, quando era sotto contratto con la Famous Players in Famous Plays (poi divenuta Paramount) di Adolph Zukor, che realizzò il desiderio di Mary, ossia di non partecipare alle prenotazioni in blocco, una pratica molto diffusa, utilizzata per costringere i gestori di sale cinematografiche a proiettare brutti film per decisione degli studios con lo scopo di mostrare anche i film della Pickford. Nel 1916, i suoi film furono distribuiti singolarmente attraverso una speciale unità di distribuzione chiamata Artcraft.

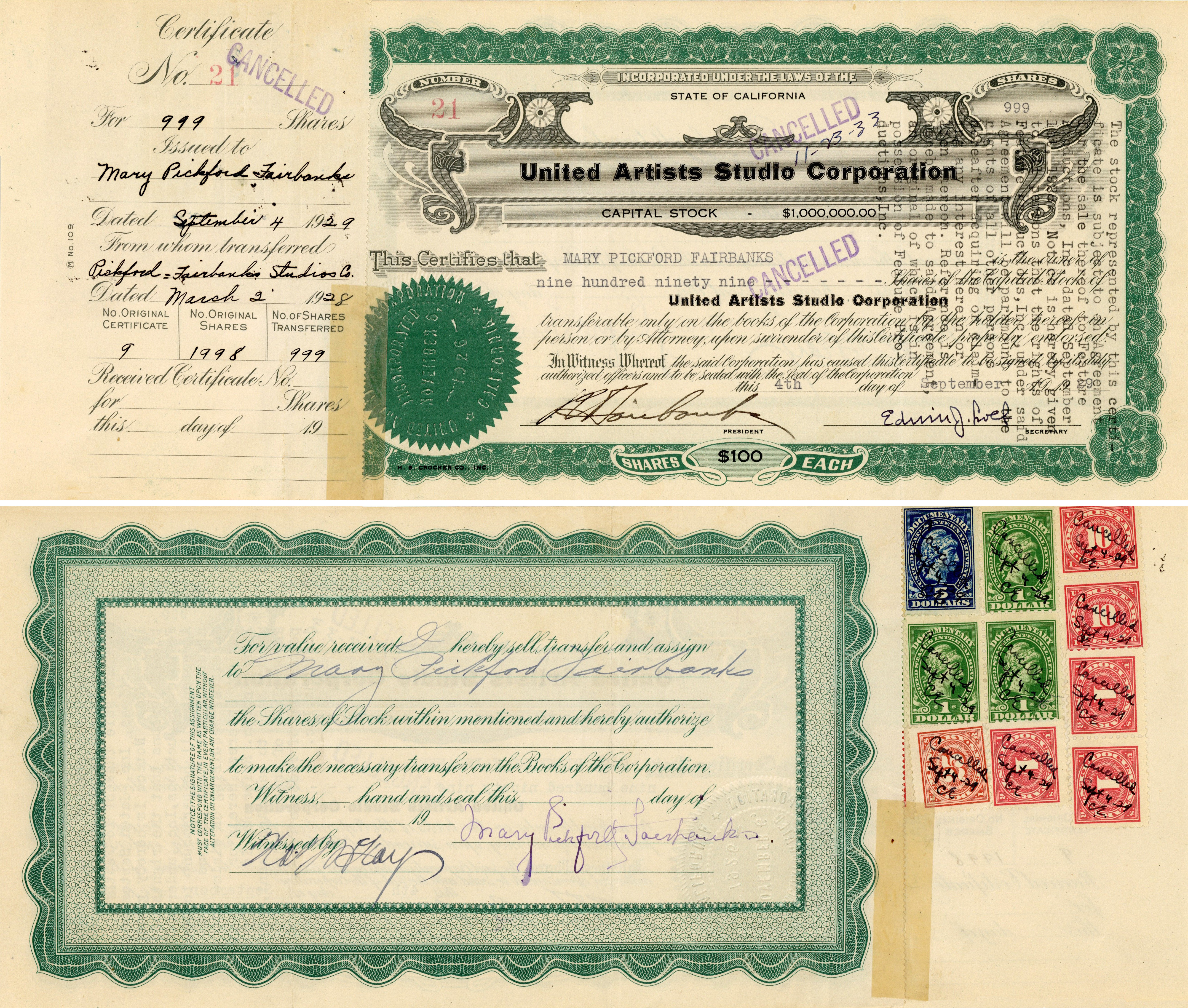
Certificato di United Artists Studio Corporation per 999 azioni a 100 dollari l'una, emessa il 4 settembre 1929 a Mary Pickford Faribanks e da lei firmata sul retro nell'originale (immagine in basso)

Nel 1919, aumentò il suo potere fondando la United Artists (UA) con Charles Chaplin, David Wark Griffith e il suo futuro marito Douglas Fairbanks. Prima della creazione della UA, gli studios di Hollywood erano organizzati tramite un sistema integrato verticale, poiché si occupavano non solo di produrre film, ma gestivano anche catene di teatri.
I distributori, anch'essi parte degli studios, facevano sì che i film prodotti da una società fossero proiettati nelle sale di proprietà della società. I registi contavano sugli studios per le prenotazioni, tollerando quello che molti consideravano un'interferenza creativa. La UA ruppe questa tradizione. Era solamente una società di distribuzione, ma offriva l'accesso ai propri schermi a produttori cinematografici indipendenti, così come l'affitto di sale cinematografiche momentaneamente libere di proprietà di altre società. La Pickford e Douglas Fairbanks produssero e girarono i loro film dopo il 1920 negli studios Pickford-Faibanks a Santa Monica Boulevard. I produttori che firmarono il contratto con la UA furono veramente indipendenti: producevano, creavano e controllavano il loro lavoro a un livello senza precedenti. Essendo cofondatrice e allo stesso tempo la produttrice e la star dei suoi film, Mary Pickford divenne la più potente donna che avesse mai lavorato a Hollywood.
Dal 1930, la sua carriera come attrice si affievolì notevolmente. Quando si ritirò dalle scene nel 1933, continuò a produrre film per la United Artists; lei e Charles Chaplin rimasero soci della società per decine di anni. Chaplin lasciò la società nel 1955 e la Pickford fece altrettanto nel 1956, vendendo le quote rimaste per 3.000.000 di dollari.

### Vita privata

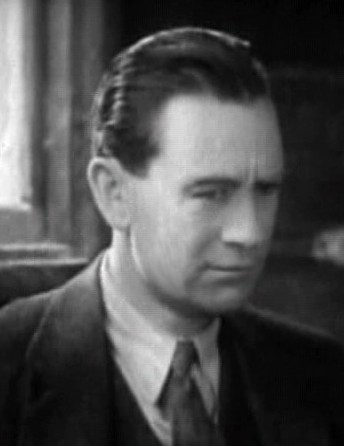
Owen Moore

Mary Pickford si sposò tre volte. La prima il 7 gennaio 1911 con Owen Moore, un attore di origine irlandese molto noto. Si crede che un anno prima di sposarsi, Mary fosse rimasta incinta di Moore e che avesse avuto un aborto, spontaneo o volontario. Alcune fonti suggeriscono che ciò fu la causa della sua impossibilità nell'avere figli. La coppia ebbe però altri numerosi problemi matrimoniali dovuti sia all'alcolismo di Moore - causato dalla sua insicurezza di dover vivere ormai all'ombra della fama sempre più grande di Mary - sia da un breve ma intenso periodo di violenza domestica. Il fallimento della gravidanza può aver inoltre esacerbato i problemi di alcolismo di Moore. La coppia visse separata per diversi anni prima di divorziare.

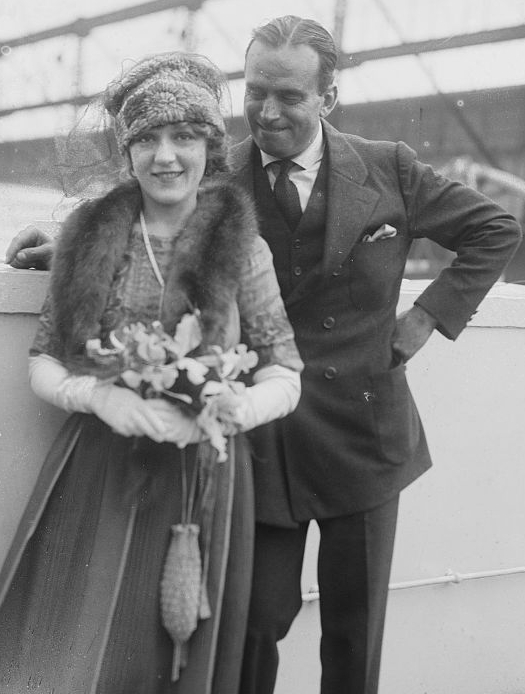
Con Fairbanks nel 1920

Mary, intanto, iniziò segretamente una relazione con Douglas Fairbanks, che era a sua volta sposato. I due girarono insieme l'America nel 1918 per favorire la vendita dei ‘Liberty Bonds’ che dovevano sostenere lo sforzo bellico della prima guerra mondiale. In questo periodo Mary, inoltre, soffrì di un attacco di influenza durante la pandemia del 1918, ma sopravvisse. Mary divorziò da Moore il 2 marzo 1920 e il 28 marzo dello stesso anno sposò Fairbanks. I due andarono in Europa per la loro luna di miele; gli ammiratori a Londra e a Parigi furono causa di sommosse quando cercarono di avvicinarsi alla famosa coppia. Quest'ultima, che tornò trionfante ad Hollywood, fu attesa da vaste folle che li aspettavano nelle stazioni ferroviarie durante il loro viaggio attraverso gli Stati Uniti.
Il segno di Zorro (1920) e una serie di altri film d'avventura attribuirono al già illustre Fairbanks un'immagine più romantica ed eroica, mentre Mary continuò ad incarnare la virtuosa, ma impetuosa ‘ragazza della porta accanto’. Anche alle feste private le persone istintivamente si alzavano quando lei entrava nella stanza. Lei e suo marito venivano spesso chiamati «i reali di Hollywood». La loro reputazione internazionale era senza riserve. I capi di Stato e le altre autorità straniere, che visitavano la Casa Bianca, spesso chiedevano di poter vedere Pickfair, la casa della coppia a Beverly Hills.
Le cene a Pickfair includevano un gran numero di ospiti di rilievo. Charlie Chaplin, il migliore amico di Fairbanks, era spesso presente. Vi erano altri ospiti come George Bernard Shaw, Albert Einstein, Elinor Glyn, Helen Keller, H. G. Wells, Lord Mountbatten, Fritz Kreisler, Amelia Earhart, Francis Scott Fitzgerald, Noël Coward, Max Reinhardt, Baron Nishi, Vladimir Nemirovič-Dančenko, Sir Arthur Conan Doyle, Austen Chamberlain, Sir Harry Lauder, e l'insegnante spirituale indiano Meher Baba. La natura pubblica del secondo matrimonio della Pickford lo portò al punto di rottura, poiché entrambi passavano tutto il loro tempo a produrre e recitare nei loro film. Loro erano inoltre costantemente esposti al mondo come ambasciatori non-ufficiali dell'America, partecipando a importanti parate, tagliando nastri e tenendo discorsi.

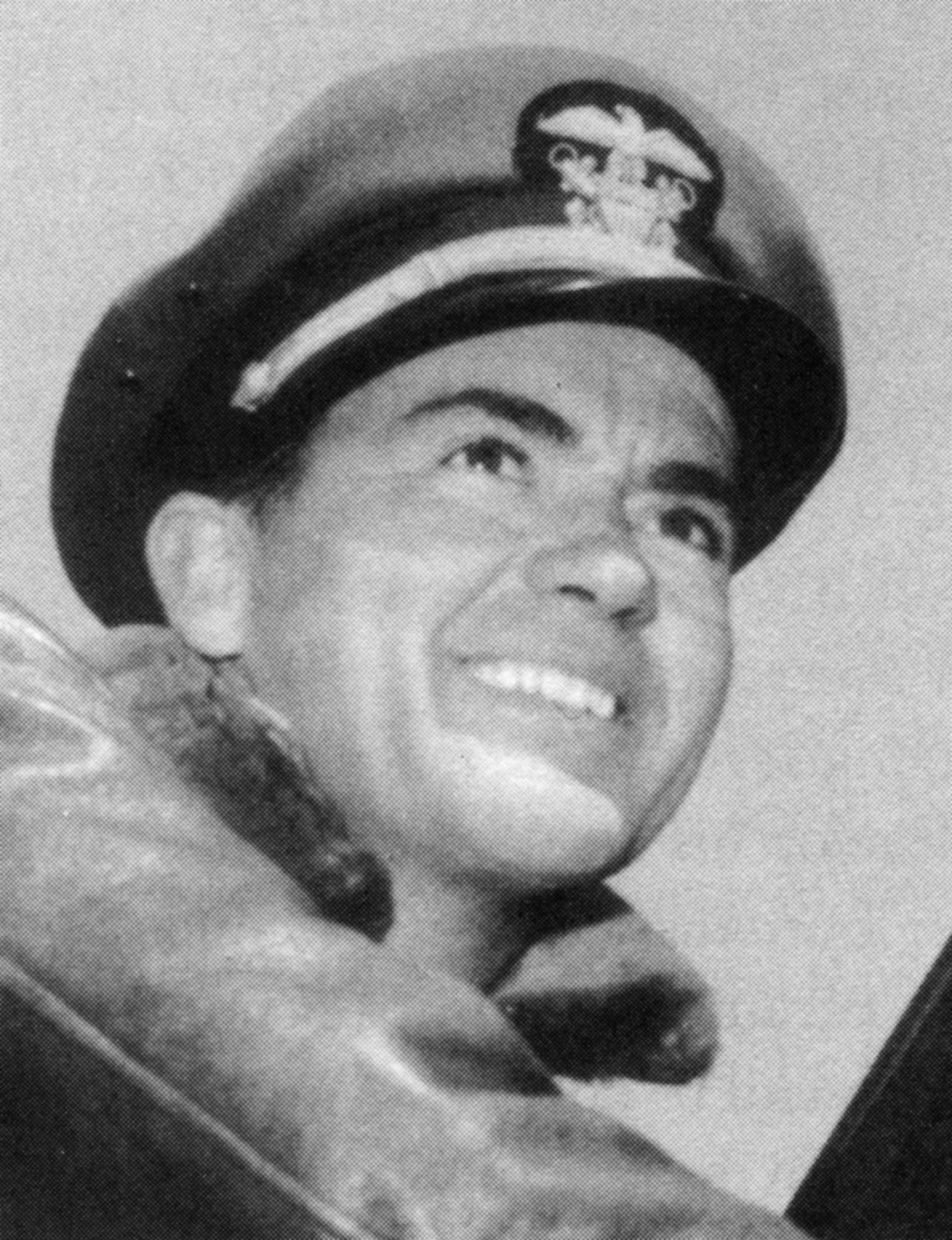
Buddy Rogers sotto le armi

Quando la carriera cinematografica di entrambi cominciò a declinare, verso la fine del cinema muto, la natura inquieta di Fairbanks lo spinse a viaggiare oltreoceano (cosa che alla Pickford non piaceva). Quando il flirt di Fairbanks con Lady Sylvia Ashley divenne pubblico nei primi anni del 1930, lui e Mary si separarono e divorziarono il 10 gennaio 1936. Il figlio di Fairbanks nato dal primo matrimonio, Douglas Fairbanks jr., dichiarò che suo padre e la Pickford rimpiansero a lungo di essere stati incapaci di riconciliarsi.
Il 24 giugno 1937 Mary Pickford sposò il suo terzo e ultimo marito, l'attore e musicista Charles 'Buddy' Rogers. Adottarono due bambini: Ronald Charles, nato nel 1937 ma adottato nel 1943 e conosciuto anche come Ron Pickford Rogers, e Roxanne, nata e adottata nel 1944. Come ha notato il documentario PBS American Experience, la relazione della Pickford con i figli era tesa. Criticava le loro imperfezioni fisiche, la bassa statura di Ronnie o i denti storti di Roxanne. Entrambi i figli dichiararono in seguito che la loro madre era troppo presa da sé stessa per essere capace di esprimere un autentico amore materno. Nel 2003 Ronnie ricordò: ‘Le cose non funzionavano molto bene. Ma non la dimenticherò mai. Nonostante tutto penso comunque che sia stata una brava donna.'

### Gli ultimi anni

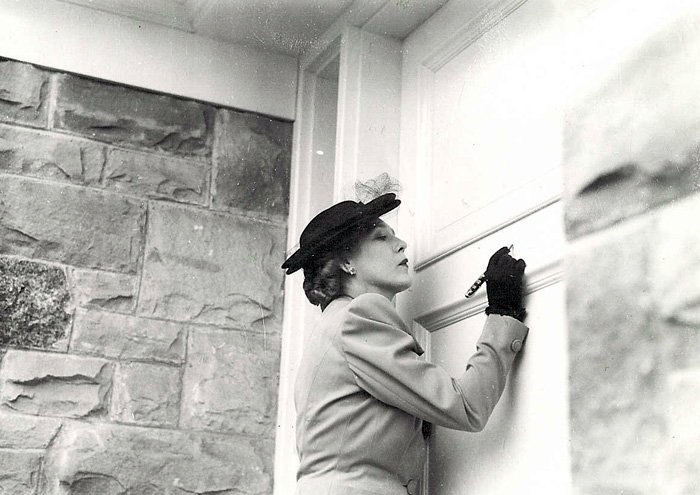
Mary Pickford War Funds bungalow, 1943

Dopo essersi ritirata dallo schermo, Mary, come suo padre prima di lei, diventò un'alcolizzata. Altri alcolizzati in famiglia erano stati il suo primo marito Owen Moore, sua madre Charlotte e i suoi due fratelli minori Lottie e Jack. La madre morì nel marzo del 1928 a causa di un tumore al seno dopo aver subito diverse operazioni, dopo pochi anni Lottie e Jack morirono per complicazioni dovute all'alcool. Queste morti, il divorzio da Fairbanks e la fine del cinema muto, gettarono Mary in una profonda depressione e il rapporto con i figli Roxanne e Ronald ne risentì. Mary si isolò gradualmente, restando quasi esclusivamente a Pickfair permettendo solo a Lillian Gish, al figliastro Douglas Fairbanks Jr., e a pochi altri di incontrarla.
A metà del 1960 riceveva spesso visitatori, con i quali parlava telefonicamente dalla sua stanza. Buddy Rogers autorizzò visite guidate della Pickfair, includendo la visita a un autentico bar Western che la Pickford aveva comprato per Fairbanks, e a un ritratto di Mary nel salotto. Una copia di quest'immagine è ora esposta nella Biblioteca del Congresso. Mary divenne una cittadina statunitense a seguito del suo matrimonio con Douglas Fairbanks nel 1920. Verso la fine della sua vita, Mary Pickford chiese di riavere la cittadinanza canadese, poiché desiderava "morire da canadese". La richiesta venne approvata e ottenne la doppia cittadinanza.

### La morte
Il 29 maggio 1979 Mary morì all'ospedale di Santa Monica a causa di complicazioni di un'emorragia cerebrale che l'aveva colpita la settimana prima. Fu sepolta nel Giardino della memoria del ‘Forest Lawn Memorial Park Cemetery’ in Glendale, California. Sono sepolti vicino a lei, nella cappella privata di famiglia, sua madre Charlotte, i fratelli Lottie e Jack Pickford e la famiglia di Elizabeth Watson, la sorella di Charlotte che l'aveva aiutata a crescere Mary a Toronto.
Mary Pickford, morendo, lasciò in eredità allo Smithsonian Institution una gemma di grande valore dono del suo secondo marito Douglas Fairbanks, la Stella di Bombay, grande zaffiro tagliato a cabochon di 182 carati.

## Riconoscimenti
Oltre all'Oscar vinto come migliore attrice per Coquette (1929) Mary Pickford ricevette nel 1976 un Academy Honorary Award per la sua lunga carriera. L'Academy mandò una troupe televisiva a casa sua per registrare la breve dichiarazione di ringraziamento.

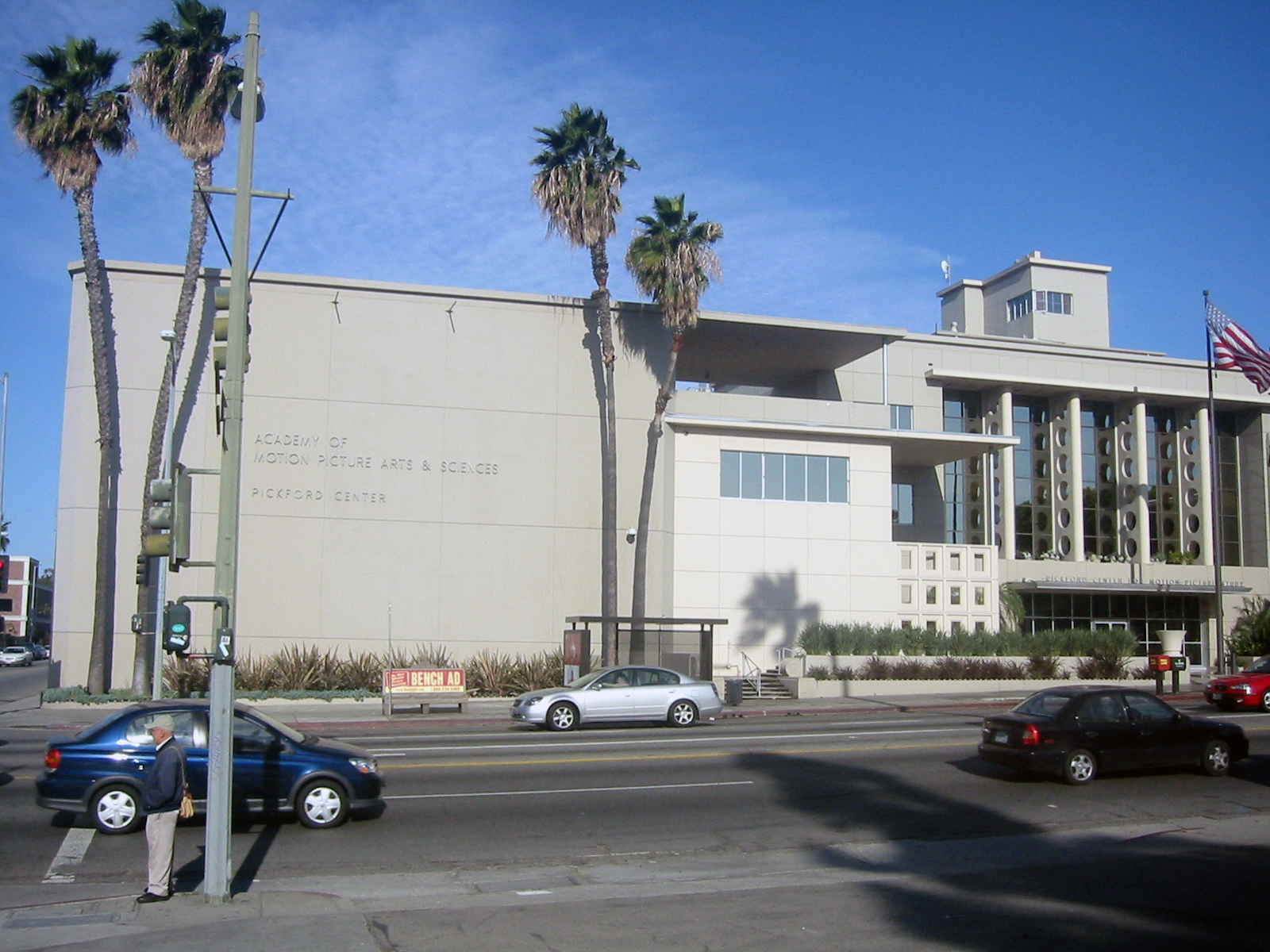
Pickford Center for Motion Picture Study a Hollywood, California

Il Pickford Center for Motion Picture Study al 1313 di Vine Street a Hollywood, costruito dall'Academy of Motion Picture Arts and Sciences, aprì nel 1948 come studio radiofonico e televisivo. Il Mary Pickford Theater della Biblioteca del Congresso è così chiamato in suo onore, come il Mary Pickford Auditorium al Claremont McKenna College.
A Cathedral City in California c'è un cinema per le prime visioni, chiamato The Mary Pickford Theatre. Il celebre teatro ha diversi schermi ed è costruito seguendo la struttura di una cattedrale spagnola, con tanto di campanile e un foyer di tre piani. Quest'ultimo contiene un'esposizione storica con oggetti originali appartenuti a Mary Pickord e Buddy Rogers, il suo ultimo marito. Tra questi possiamo trovare un raro e spettacolare abito da sera tempestato di perline che lei indossò nel film Dorothy Vernon of Haddon Hall (1924) disegnato da Mitchell Leisen, il suo speciale Oscar e un portagioie.
Il musical The Biograph Girl del 1980, sull'era del cinema muto ha come protagonista Mary Pickford. Nel 2007, l'Academy of Motion Picture Arts and Sciences fece causa alla proprietà della seconda moglie del defunto Buddy Rogers, Beverly Rogers, per ordinare il blocco della vendita al pubblico di uno degli Oscar della Pickford.
Un busto e una targa storica indicano la casa natale a Toronto, ora sede dell'Hospital for Sick Children. La targa fu inaugurata da suo marito Buddy Rogers nel 1973. Il busto scolpito da Eino Gira fu aggiunto dieci anni dopo. La data di nascita incisa sulla placca risulta essere l'8 aprile 1893. Questo può essere spiegato con il fatto che la sua data di nascita non fu mai registrata – e durante tutta la sua vita, a partire da quando era bambina, convinse molte persone a credere che lei era un anno più giovane così sarebbe apparsa come un'attrice prodigio e avrebbe continuato a essere scelta per parti giovanili, che erano abbondanti nel teatro.
La casa di famiglia fu demolita nel 1943, e molti dei mattoni furono spediti a Mary in California. Il ricavato della vendita della proprietà fu donato dalla Pickford per costruire una villa a East York, Ontario, a quel tempo un sobborgo di Toronto. La villa fu il primo premio di una lotteria a Toronto a favore delle opere di carità, e la Pickford inaugurò la casa il 26 maggio 1943.
Nel 1993, le fu dedicato un Golden Palm Star a Palm Springs in California, nella Walk of Stars.
Ricevette una stella, dopo la sua morte, sul Canada's Walk of Fame a Toronto nel 1999. Nel 2006, insieme a Fay Wray, Lorne Greene e John Candy, celebrità canadesi anche loro decedute, la Pickford fu raffigurata su un francobollo canadese. Dal gennaio al luglio 2011, il Toronto International Film Festival ha esposto nella Canadian Film Gallery del TIFF Bell LightBox una collezione di memorabilia appartenuti a Mary Pickford. Nel febbraio del 2011, lo Spadina Museum, dedicato agli anni venti e trenta del Novecento a Toronto, ha messo in scena lo spettacolo Sweetheart: the Mary Pickford Story. La commedia musicale era un monologo basato sulla vita e sulla carriera della Pickford e durante lo spettacolo venivano proiettate scene dei film dell'attrice.
In nome della Pickford è inserito nella Young Hollywood Hall of Fame (1908-1919) in riconoscimento non solo del contributo da lei stessa offerto come attrice bambina ma anche dei numerosi ruoli di bambino/a da lei interpretati in età adulta.